# Mozac
 Mozac  es una población y comuna francesa, situada en la región de Auvernia, departamento de Puy-de-Dôme, en el distrito de Riom y cantón de Riom-Ouest.

## Demografía
| 1421 | 1795 | 2127 | 3057 | 3496 | 3671 | 3484 | 3510 |
| Para los censos de 1962 a 1999 la población legal corresponde a la población sin duplicidades (Fuente: INSEE [Consultar]) |      |      |      |      |      |      |      |

## Hermanamiento
- Albalat de la Ribera ( España)